# Лодзь Люблінек
Лодзь Люблінек (пол. Łódź Lublinek) — невелика залізнична станція, розташована на околиці Лодзі, Польща, в Поліському повіті, приблизно за 9 км від центру міста, також у безпосередній близькості від аеропорту Лодзь імені Владислава Реймонта.
Станцію було створено на початку 1940-х років німцями під час Другої світової війни в рамках програми Отто, яка передбачала перебудову існуючого залізничного переїзду на залізничну зупинку. З боків головних колій було створено дві додаткові колії, а також будівлі сигнального управління та житлові приміщення для персоналу. Під час війни станція отримала назву Нерталь (що означає Долина Нер). У 1951 році станція отримала назву Люблінек, а між коліями станції було встановлено дві вузькі бічні платформи, що розпочало її пасажирське обслуговування. Дві додаткові колії було побудовано наприкінці 1970-х років. 